# 곰소만
곰소만(熊淵灣)은 전북특별자치도 부안군 진서면과 전북특별자치도 고창군 심원면에 걸쳐 있는 만이다. 만의 대부분이 갯벌로 이루어져 있으며, 갯벌의 보존상태가 좋은 편이다. 과거에는 부안군 지역의 대표 어항이었던 줄포의 이름을 따 줄포만이라고 하였으나, 현재는 곰소만으로 불린다.
한편 정읍시 고부면에서는 곰소만에서 백운리간 거리는 불과 가장 가까운 거리가 약 4여㎞정도로, 이에 정읍시는 동해안의 함경남도 고원군과 일본 홋카이도 삿포로시처럼 바다를 접하지 않은 시군단위 지역 중에서는 최단거리로 바다와 가장 가깝다.

## 걸쳐 있는 지역
- 고창군
- 부안군

## 유입 하천
- 갈곡천
- 주진천
- 해리천

## 있는 섬
- 죽도
- 대죽도
- 쌍여도
- 대형제도
- 소형제도